# FC Man
El FC Man es un equipo de fútbol de Costa de Marfil que juega en la Segunda División de Costa de Marfil, la segunda liga de fútbol más importante del país.

## Historia
Fue fundado en el año 1995 en la capital Abiyán tras la fusión de los equipos locales ASC Man y Tonkagei FC y lograron el ascenso a la Primera División de Costa de Marfil en el año 1997, en la que se ubicaron en la cuarta posición del grupo B en su temporada inaugural en la máxima categoría.
La temporada siguiente fue la mejor en la historia del club en la Primera División de Costa de Marfil, ya que obtuvieron el subcampeonato, solo superado por el ASEC Mimosas y fueron un equipo que después de ese suceso se mantuvo en los lugares intermedios de la tabla, lejos de conseguir el título, pero también veía de lejos el descenso, aunque su última temporada en la máxima categoría ha sido la del 2004 luego de quedar en último lugar entre 14 equipos y desde entonces juegan en la Segunda División de Costa de Marfil.
A nivel internacional han participado en 1 torneo continental, la Copa CAF 1999, en la cual fueron eliminados en la primera ronda por el ASC Diaraf de Senegal.

## Palmarés
- Primera División de Costa de Marfil: 0
  - Subcampeón: 1

1998

## Participación en competiciones de la CAF
| Temporada | Torneo   | Ronda | Club       | Casa | Visita | Global |
| --------- | -------- | ----- | ---------- | ---- | ------ | ------ |
| 1999      | Copa CAF | 1     | ASC Diaraf | 0-1  | 0-3    | 0-4    |